# Nadežda Petrović
Nadežda Petrović (em sérvio:   Надежда Петровић) (Čačak, 12 de outubro de 1873 – Valjevo, 3 de abril de 1915) foi uma pintora sérvia do século XIX e início do século XX, enfermeira e uma das poucas mulheres fotógrafas em zona de guerra de sua época. É considerada a mais famosa pintora impressionista e fauvimista servia de sua época.

## Biografia
Nadežda nasceu na cidade de Čačak, Principado da Sérvia, em 1873, filha de Dimitrije e Mileva Petrović. Teve nove irmãos, incluindo o escritor e diplomata, Rastko Petrović. Sua mãe era professora e parente do proeminente político sérvio Svetozar Miletić. Seu pai era professores de arte e litratura e colecionador, mais tarde trabalhando como coletor de impostos e escritor, principlamente sobre pintura e arte.
Quando seu pai caiu doente no final da década de 1870, a família foi obrigada a se mudar para a cidade de Karanovac, a moderna Kraljevo, com uma última mudança em 1884 para Belgrado. A casa onde a família morou na capital acabou sendo destruída pela Luftwaffe durante a Segunda Guerra Mundial.

## Carreira
Nadežda demonstrou talento para a pintura muito cedo e assim ela se tornaria aprendiz de Đorđe Krstić, tendo estudado também em uma escola para mulheres, de onde se formou em 1891. Em 1893 começou a dar aulas de arte em uma escola e depois na universidade em Belgrado. Depois de receber uma bolsa do governo sérvio, ela foi para Munique estudar arte com Anton Ažbe. Foi quando ela teve contato com a arte moderna de Wassily Kandinsky, Alexej von Jawlensky e Paul Klee, que viriam a influenciar grandemente seu trabalho.
Sua dedicação à arte lhe custou a vida pessoal, quando em 1898 ela desfez um noivado com um engenheiro civil depois que a sogra não concordou com um dote tão alto. Ela retornaria à Sérvia em 1900, onde aproveitou para visitar museus e galerias, indo a concertos e peças de teatro. Dedicou bastante tempo em aprender idiomas estrangeiros.
Sua primeira exposição foi em Belgrado, em 1900. Ela também ajudou a organizar a primeira exposição de arte ioguslava e a primeira colônia artística do país. Em 1902, Nadežda começou a lecionar em uma instituição de ensino superior para mulheres e no ano seguinte fundou o Círculo das Irmãs Sérvias, uma organização humanitária dedicada a ajudar grupos étnicos sérvios em territórios otomanos em Kosovo e na Macedônia.

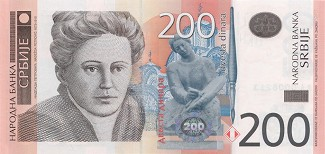
Dinar sérvio homenageando Nadežda Petrović

Em 1904, Nadežda se mudou para a casa da família em Resnik, um bairro de Belgrado, onde focou em suas pinturas. Seu mais famosos trabalho, Resnik, foi feito neste período. Nos próximos anos, ela se envolveria também com os círculos patrióticos sérvios. Coletava donativos para ajudar as pessoas pobres na Sérvia e protestou várias vezes contra a anexção da Bósnia e Herzegovina pelo Império Austro-Húngaro.
Em 1910, esteve em Paris, para visitar seu amigo, o escultor Ivan Meštrović. Quando soube da morte do pai, ela retornou à Sérvia em abril de 1911 e voltou a lecionar. Em 1912, sua mãe morreu. Com a eclosão das Guerras dos Balcãs, Nadežda foi enfermeira voluntária e ganhou uma Medalha por Bravura, uma medalha da Ordem de St. Sava e outra da Cruz Vermelha por seus trabalhos humanitários.

## Últimos anos
Continuou cuidando de soldados feridos sérvio até 1913, quando contraiu tifo e cólera. Nadežda tinha pouco tempo para pintar nessa época, mas produziu um de seus quadros mais conhecidos, The Valjevo Hospital. Nadežda estava na Itália quando a Áustria-Hungria declarou guerra à Sérvia, em julho de 1914. Ela imediatamente retornou para auxiliar o Exército Sérvio. 

## Morte
Nadežda era enfermeira voluntária em Valjevo, quando caiu doente de febre tifoide e ela morreu em 3 de abril de 1915.

## Galeria

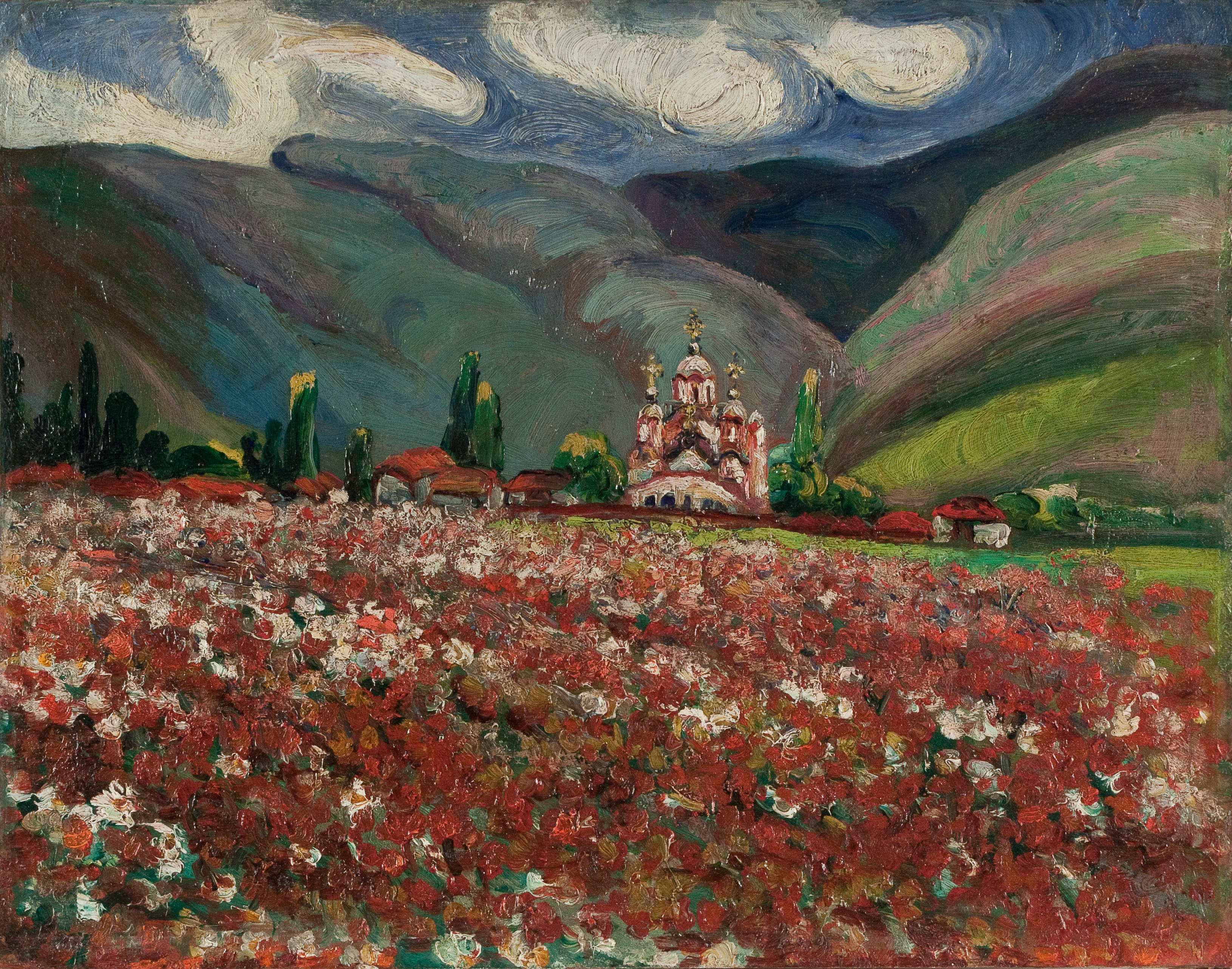
Kosovski božuri, 1913
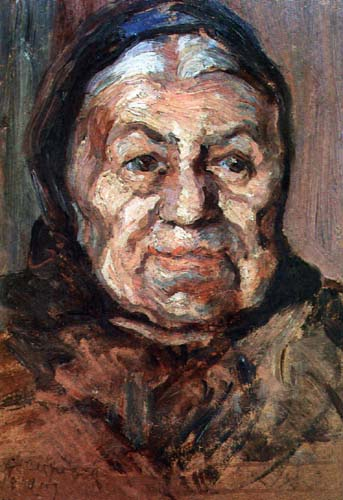
Portret starice, 1914 ou 1915
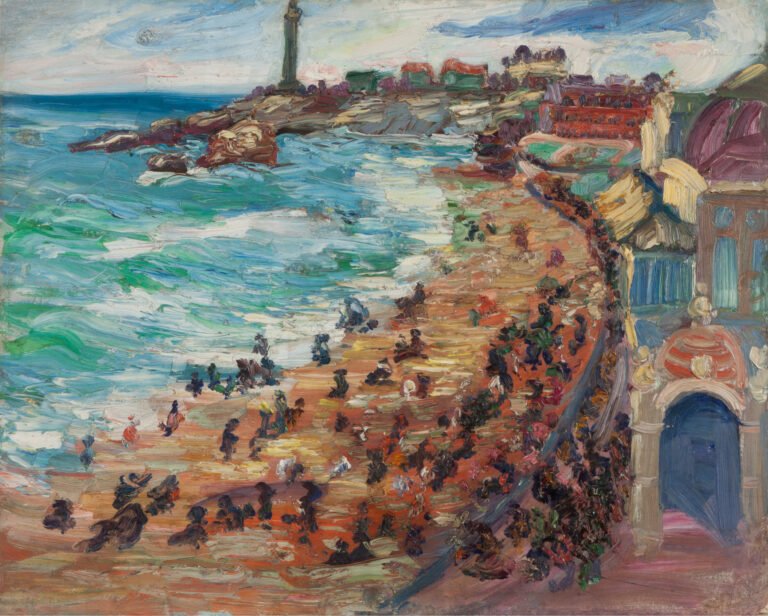
Beach in Bretanji, cerca de 1900
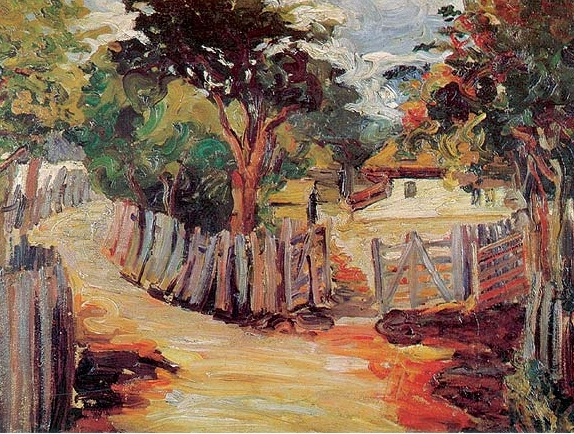
Velikafa, 1905
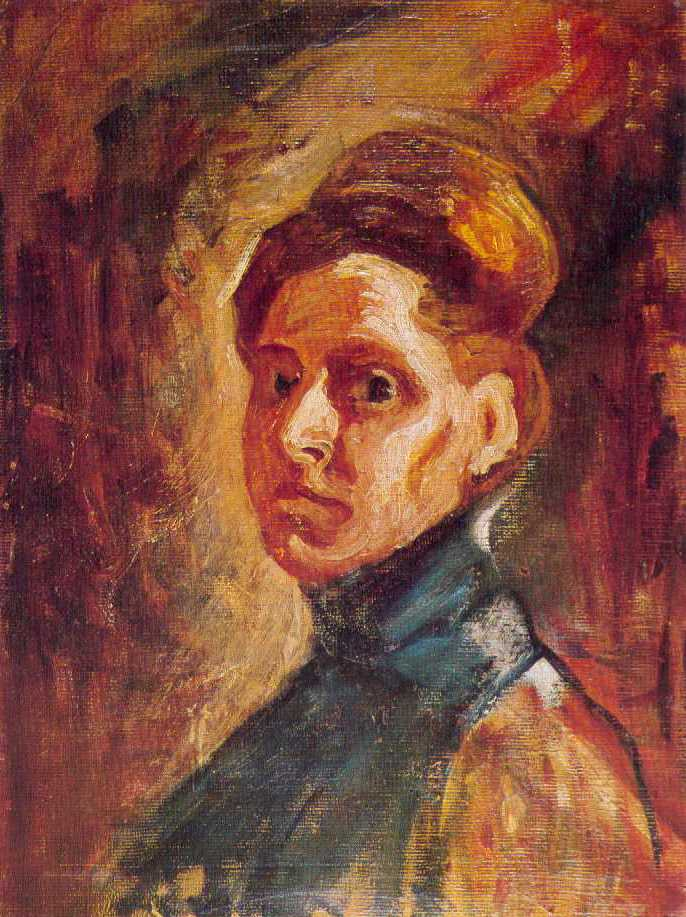
Autoretrato, sem data.